# Список вооружения, снаряжения и военной техники Вооружённых сил Литвы
Вооружённые силы Литвы имеют в своём распоряжении БМП, БТР, артиллерию, системы ПВО, авиацию и инженерную технику. Подавляющее большинство образцов военной техники разработано и произведено в США и Европейском Союзе и произведены по стандартам НАТО.

## Бронетехника
| Тип                  | Изображение | Производство       | Назначение                                           | Количество | Примечания |  |
| Танки                | Танки       | Танки              | Танки                                                | Танки      | Танки |  |
| -------------------- | ----------- | ------------------ | ---------------------------------------------------- | ---------- | --- |  |
| Leopard 2A8          |             | Германия Литва (?) | Основной боевой танк                                 | (44)       | Ожидается поставка к 2027 году. Ведутся переговоры с KNDS по локализации сборки в Литве.                                                   |  |
| Боевые машины пехоты |             |                    |                                                      |            | |  |
| СV9035 Mk IV         |             | Швеция Литва       | Боевая машина пехоты                                 | (100)      | Будут вооружены 35 мм автопушкой Bushmaster III. Ожидаются поставки с 2028 года. Около 1/3 машин планируется собирать на территории Литвы. |  |
| Vilkas               |             | Германия           | Боевая машина пехоты                                 | 116        | Литовский вариант шасси GTK Boxer с модулем Rafael с 30 мм автопушкой Bushmaster II.                                                       |  |
| Бронетранспортёры    |             |                    |                                                      |            | |  |
| M113A2               |             | США                | Бронетранспортёр                                     | 214        | Поставлены из Германии в 2000 году, для замены БТР-60ПБ и МТЛБ.                                                                            |  |
| Bv 206               |             | Швеция             | Бронетранспортёр                                     | 10         | |  |
| БТР-60ПБ             |             | СССР               | Бронетранспортёр                                     | Неизвестно | На хранении. Заменены в обращении на M113A2.                                                                                               |  |
| МТЛБ                 |             | СССР               | Боевая бронированная машина. Разнится от модификации | Неизвестно | На хранении. Заменены в обращении на M113A2.                                                                                               |  |
| Боевые автомобили    |             |                    |                                                      |            | |  |
| Oshkosh JLTV         |             | США                | Многофункциональный бронированный автомобиль         | 500        | Основной бронированный автомобиль для СВ и ССО.                                                                                            |  |
| Defenture VECTOR     |             | Нидерланды         | Боевая разведывательная машина                       | (?)        | Лёгкая разведывательная машина для ССО Литвы.                                                                                              |  |
| HMMWV                |             | США                | Многофункциональный бронированный автомобиль         | 200        | Поставлены из США для замены БРДМ-2. |  |
| БРДМ-2               |             | СССР               | Боевая разведывательная машина                       | Неизвестно | На хранении. Заменены в обращении на HMMWV.                                                                                                |  |
| БРЭМ                 |             |                    |                                                      |            | |  |
| Bergepanzer 2        |             | Германия           | Бронированная ремонтно-эвакуационная машина          | 10         | |  |
| Bergepanzer 3        |             | Германия           | Бронированная ремонтно-эвакуационная машина          | (?)        | В рамках освоения платформы Leopard 2A8.                                                                                                   |  |
| M113A2i              |             | США Литва          | Бронированная ремонтно-эвакуационная машина          | 8          | |  |

## Автомобили
| Тип                           | Изображение  | Производство | Назначение   | Количество | Примечания |
| Грузовики                     | Грузовики    | Грузовики    | Грузовики    | Грузовики  | Грузовики  |
| ----------------------------- | ------------ | ------------ | ------------ | ---------- | ---------- |
| Sisu E13TP                    |              | Финляндия    | Грузовик 8×8 | 50         |            |
| Mercedes-Benz Arocs           |              | Германия     | Грузовик 8×8 | 255        |            |
| Mercedes-Benz Zetros          |              | Германия     | Грузовик 8×8 | 149        |            |
| Mercedes-Benz NG              |              | Германия     | Грузовик 4×4 | 250        |            |
| DAF F218 series               |              | Нидерланды   | Грузовик 4×4 | 225        |            |
| Mercedes-Benz Unimog          |              | Германия     | Грузовик 4×4 | 500        |            |
| Внедорожники                  |              |              |              |            |            |
| Mercedes Benz GD              |              | Германия     | Вседорожник  | 963        |            |
| Toyota Hilux                  |              | Япония       | Вседорожник  | 50         |            |
| Arctic Cat Wildcat 1000i      |              | США          | Вседорожник  | 10         |            |
| Can-Am Outlander MAX 1000 XTP | Challenger 2 | Канада       | Квадроцикл   |            |            |
| KTM EXCR530                   | Challenger 2 | Австрия      | Питбайк      |            |            |

## Артиллерия
| Тип                                 | Изображение                | Производство               | Назначение                                 | Количество                 | Примечания |
| Ракетно-пусковые установки          | Ракетно-пусковые установки | Ракетно-пусковые установки | Ракетно-пусковые установки                 | Ракетно-пусковые установки | Ракетно-пусковые установки |
| ----------------------------------- | -------------------------- | -------------------------- | ------------------------------------------ | -------------------------- | --- |
| M142 HIMARS                         |                            | США                        | Универсальная РСЗО (ОТРК)                  | 8                          | Закупленные литовской армией типы ракет: - PrSM (тактическая ракета) - MGM-140 M57 ATACMS (тактическая ракета) - XM404 ER GMLRS - XM403 ER GMLRS - M31A2 GMLRS - M30A2 GMLRS - M28A2 LCRRPR |
| Самоходные артиллерийские установки |                            |                            |                                            |                            | |
| PzH 2000                            |                            | Германия                   | 155-мм самоходная артиллерийская установка | 21                         | |
| CAESAR Mk II                        |                            | Франция                    | 155-мм самоходная артиллерийская установка | (18)                       | |
| Самоходные миномёты                 |                            |                            |                                            |                            | |
| Panzermörser                        |                            | США Финляндия              | 120-мм самоходный миномёт                  | 18                         | Выбрана в качестве победителя проекта гусеничного БМП для Литовской армии. |
| Буксируемая артиллерия              |                            |                            |                                            |                            | |
| M101A1                              | Challenger 2               | США                        | 105-мм буксируемая гаубица                 | 54                         | |
| EXPAL 120-MX2-SM                    |                            | Испания                    | 120-мм миномёт                             |                            | |
| M6                                  |                            | Австрия                    | 60-мм миномёт                              |                            | |

## Средства ПВО
| Тип                         | Изображение                 | Производство                | Назначение                  | Количество                  | Примечания                  |
| Зенитные ракетные комплексы | Зенитные ракетные комплексы | Зенитные ракетные комплексы | Зенитные ракетные комплексы | Зенитные ракетные комплексы | Зенитные ракетные комплексы |
| --------------------------- | --------------------------- | --------------------------- | --------------------------- | --------------------------- | --------------------------- |
| NASAMS III                  |                             | США Норвегия                | ЗРК средней дальности       | 18                          |                             |
| Самоходные ЗРК              |                             |                             |                             |                             |                             |
| RBS-70NG MFU                | Challenger 2                | США Швеция                  | ЗРК малого радиуса          |                             |                             |
| ПЗРК                        |                             |                             |                             |                             |                             |
| RBS 70 NG                   |                             | Швеция                      | ПЗРК ближнего действия      |                             |                             |
| PPZR Piorun                 |                             | Польша                      | ПЗРК ближнего действия      |                             |                             |
| PZR Grom                    |                             | Польша                      | ПЗРК ближнего действия      |                             |                             |
| РЭБ                         |                             |                             |                             |                             |                             |
| EDM4S                       | Challenger 2                | Литва                       | Антидроновое ружьё          |                             |                             |

## Средства разведки, управления и целеуказания
| Тип                     | Изображение             | Производство            | Назначение                          | Количество              | Примечания              |
| Командно-штабные машины | Командно-штабные машины | Командно-штабные машины | Командно-штабные машины             | Командно-штабные машины | Командно-штабные машины |
| ----------------------- | ----------------------- | ----------------------- | ----------------------------------- | ----------------------- | ----------------------- |
| M557                    |                         | США                     | Командно-штабная машина             | 180                     |                         |
| РЛС                     |                         |                         |                                     |                         |                         |
| Thales GM200 MM/C       | Challenger 2            | Нидерланды              | Контрбатарейная РЛС                 | ?                       |                         |
| Indra Sistemas          | Challenger 2            | Испания                 | Радарная станция дальнего действия. | 3                       |                         |
| Радары среднего радиуса |                         |                         |                                     |                         |                         |
| AN/TPS-77 MMR           |                         | США                     | Мобильный радар средней дальности   | 3                       |                         |
| EADS TRML-3D            | Challenger 2            | Германия                | Мобильный радар средней дальности   | 3                       |                         |
| Радары малого радиуса   |                         |                         |                                     |                         |                         |
| Saab Giraffe            | Challenger 2            | Швеция                  | Мобильный радар малой дальности     | 6                       |                         |
| AN/MPQ-64 Sentinel      | Challenger 2            | США                     | Мобильный радар малой дальности     |                         |                         |
| Радары подсветки цели   |                         |                         |                                     |                         |                         |
| AN/MPQ-64 Sentinel      | Challenger 2            | США                     | Радар подсветки цели                |                         |                         |
| Saab Giraffe 1X         |                         | Швеция                  | Радар подсветки цели                |                         |                         |

## Инженерная техника
| Тип                  | Изображение       | Производство   | Назначение                                | Количество     | Примечания |
| Мостоукладчики       | Мостоукладчики    | Мостоукладчики | Мостоукладчики                            | Мостоукладчики | Мостоукладчики |
| -------------------- | ----------------- | -------------- | ----------------------------------------- | -------------- | --- |
| Leguan               | Challenger 2      | Германия       | Танковый мостоукладчик                    | ?              | На базе танка Leopard 2. Озвучивался главнокомандующим армией как часть проекта Леопард 2А8. |
| Инженерная техника   |                   |                |                                           |                | |
| Boxer                |                   | Германия       | Инженерная бронированная машина           | (16+)          | В рамках завершения проекта Vilkas |
| Caterpillar 320B     | Challenger 2      | США            | Экскаватор                                |                | |
| Liebherr LTM1250-5.1 | Challenger 2      | Германия       | Погрузчик                                 |                | |
| Magni HTH 27.11      | Challenger 2      | Италия         | Погрузчик                                 |                | |
| JCB4CX               | Challenger 2      | Великобритания | Экскаватор-погрузчик                      |                | |
| Caterpillar          | Challenger 2      | США            | Экскаватор                                |                | |
| Komatsu 61PX         | Challenger 2      | Япония         | Бульдозер                                 |                | |
| Мины                 |                   |                |                                           |                | |
| Sentry ATM System    | Sentry ATM System | Финляндия      | Система зашифрованных противотанковых мин |                | Дистанционное управление включающее временное отключение мины, самоуничтожение, автономную систему детонации с целью нанесения большего ущерба противнику. Имеется система распознания свой-чужой. |

## Беспилотники
| Модель                             | Изображение                   | Происхождение                 | Назначение                    | Модификация                   | Примечания                                                        |
| Беспилотники самолётного типа      | Беспилотники самолётного типа | Беспилотники самолётного типа | Беспилотники самолётного типа | Беспилотники самолётного типа | Беспилотники самолётного типа                                     |
| ---------------------------------- | ----------------------------- | ----------------------------- | ----------------------------- | ----------------------------- | ----------------------------------------------------------------- |
| Switchblade 600                    | Challenger 2                  | США                           | ПТ дрон-камикадзе             |                               | 22 декабря 2022 года подписан договор покупки между США и Литвой. |
| Switchblade 300                    | Challenger 2                  | США                           | Дрон-камикадзе                |                               | 22 декабря 2022 года подписан договор покупки между США и Литвой. |
| Granta X                           |                               | Литва                         | Дрон-камикадзе                |                               |                                                                   |
| ScanEagle                          |                               | США                           | БПЛА разведки                 |                               |                                                                   |
| RQ-11                              |                               | США                           | БПЛА разведки                 |                               |                                                                   |
| UDS Partisan Recon                 | Challenger 2                  | Литва                         | БПЛА разведки                 |                               |                                                                   |
| UDS Catfish Target                 | Challenger 2                  | Литва                         | БПЛА мишень                   |                               |                                                                   |
| Hornet                             | Challenger 2                  | Литва                         | БПЛА разведки                 |                               |                                                                   |
| Hornet XR                          |                               | Литва                         | БПЛА разведки                 |                               |                                                                   |
| Беспилотники квадрокоптерного типа |                               |                               |                               |                               |                                                                   |
| Parrot Anafi UA                    |                               | США                           | БПЛА разведки                 |                               |                                                                   |
| Беспилотники типа ФПВ              |                               |                               |                               |                               |                                                                   |
| RSI Europe Špokas                  |                               | Литва                         | Дрон-камикадзе                |                               |                                                                   |
| Granta GA-10FPV-AI                 |                               | Литва                         | Дрон-камикадзе                |                               |                                                                   |

## Оружие

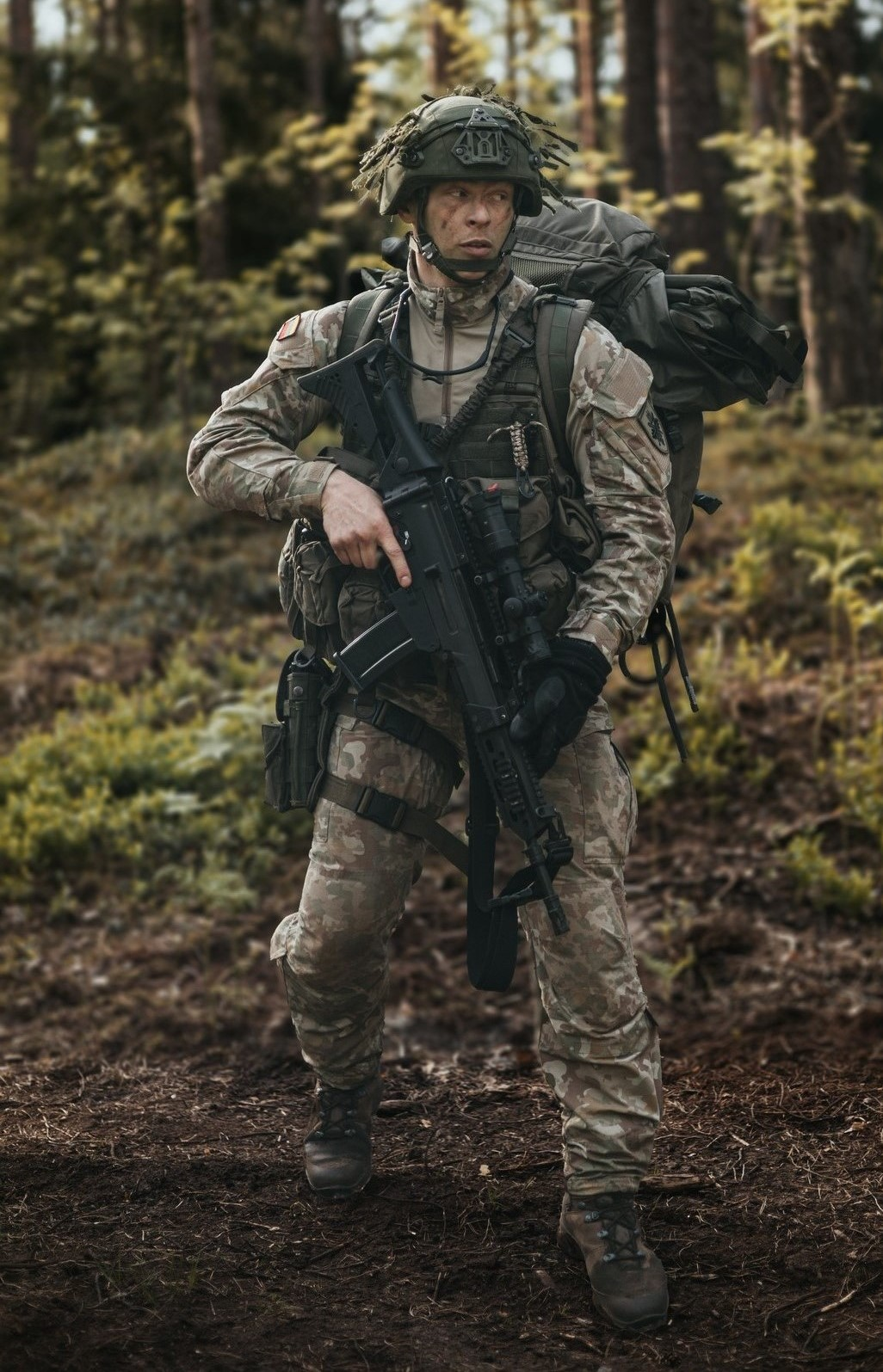
Литовский пехотинец.

### Пистолеты
| Модель     | Происхождение | Назначение          | Изображение | Примечания |
| ---------- | ------------- | ------------------- | ----------- | ---------- |
| HK SFP9 SF | Германия      | Пистолет            |             |            |
| Glock 17   | Австрия       | Пистолет            |             |            |
| HK USP     | Германия      | Пистолет            |             |            |
| HK P2A1    | Германия      | Сигнальный пистолет |             |            |

### Пистолеты-пулемёты
| Модель | Происхождение | Назначение       | Калибр            | Изображение | Примечания       |
| ------ | ------------- | ---------------- | ----------------- | ----------- | ---------------- |
| MP7    | Германия      | Пистолет-пулемёт | HK 4.6×30mm       |             |                  |
| MP5    | Германия      | Пистолет-пулемёт | 9×19mm Parabellum |             |                  |
| HK UMP | Германия      | Пистолет-пулемёт | .45 ACP           |             | Используется СпН |

### Штурмовые винтовки
| Модель | Происхождение | Назначение         | Калибр         | Изображение | Примечания |
| ------ | ------------- | ------------------ | -------------- | ----------- | --- |
| HK G36 | Германия      | Штурмовая винтовка | 5.56×45mm NATO |             | Основная винтовка. Используются подствольные гранатомёты AG36 и H&K269 Модификации: - G36KA4M2C - G36KA4M1 - G36KA4 - G36KV1 - G36C                                        |
| HK 416 | Германия      | Штурмовая винтовка | 5.56×45mm NATO |             | Используется СпН |
| Ak 4   | Швеция        | Штурмовая винтовка | 7.62×51mm NATO |             | Шведская лицензионная копия винтовки HK G3 поставленная Литве. - С 2008 года заменена HK G36 в том числе в Добровольческих силах. - Используется комендатурами и резервом. |
| M16A2  | США           | Штурмовая винтовка | 5.56×45mm NATO |             | Резерв |

### Снайперские винтовки
| Модель                                | Происхождение  | Назначение            | Калибр         | Изображение | Примечания        |
| ------------------------------------- | -------------- | --------------------- | -------------- | ----------- | ----------------- |
| FN SCAR-H                             | Бельгия        | Марксманская винтовка | 7.62×51mm NATO |             | Основная винтовка |
| M14                                   | США            | Марксманская винтовка | 7.62×51mm NATO |             | Резерв            |
| Barrett M82                           | США            | Снайперская винтовка  | 12.7×99mm NATO |             |                   |
| Barrett M107                          | США            | Снайперская винтовка  | 12.7×99mm NATO |             |                   |
| Desert Tech HTI                       | США            | Снайперская винтовка  | 12.7×99mm NATO |             |                   |
| Desert Tech SRS                       | США            | Снайперская винтовка  | 8.6×70mm       |             |                   |
| AXMC                                  | Великобритания | Снайперская винтовка  | 7.62×51mm NATO |             | Основная винтовка |
| Accuracy International Arctic Warfare | Великобритания | Снайперская винтовка  | 7.62×51mm NATO |             |                   |
| Sako TRG-22                           | Финляндия      | Снайперская винтовка  | 7.62×51mm NATO |             |                   |

### Дробовики
| Модель              | Происхождение | Назначение | Калибр   | Изображение | Примечания       |
| ------------------- | ------------- | ---------- | -------- | ----------- | ---------------- |
| Benelli M4 Super 90 | Италия        | Дробовик   | 12 gauge |             | Используется СпН |

### Оружие поддержки
| Модель               | Происхождение  | Назначение                | Калибр         | Изображение | Примечания            |
| -------------------- | -------------- | ------------------------- | -------------- | ----------- | --------------------- |
| FN Minimi 7.62 Mk. 4 | Бельгия        | Общий пулемёт             | 7.62×51mm NATO |             | Основной пулемёт.     |
| FN MAG KSP-58        | Бельгия Швеция | Общий пулемёт             | 7.62×51mm NATO |             | Замещается FN Minimi. |
| MG3                  | Германия       | Общий пулемёт             | 7.62×51mm NATO |             | Резерв.               |
| Browning M2HB        | США            | Станковый пулемёт         | 12.7×99mm NATO |             |                       |
| Heckler & Koch GMG   | Германия       | Автоматический гранатомёт | 40×53 мм       |             |                       |

### Противотанковое оружие
| Модель          | Происхождение | Назначение                                    | Количество | Изображение | Примечания |
| --------------- | ------------- | --------------------------------------------- | ---------- | ----------- | ---------- |
| FGM-148 Javelin | США           | Противотанковый ракетный комплекс             | Неизвестно |             |            |
| Carl Gustav     | Швеция        | Безоткатное противотанковое ружьё             | Неизвестно |             |            |
| AT-4            | Швеция        | Одноразовый ручной противотанковый гранатомёт | Неизвестно |             |            |
| M72 LAW         | США           | Одноразовый ручной противотанковый гранатомёт | Неизвестно |             |            |

## Воздушная техника
В стране существуют военно-воздушные силы, армейская авиация отсутствует Сухопутные силы Литвы опираются на транспортную авиацию ВВС и стран союзников.
В военное время частью вооружённых сил является и пограничная служба имеющая отдельное авиационное подразделение.
Литва не имеет собственной боевой авиации а её функции берёт на себя воздушная полиция НАТО.
| Тип                           |                       | Вид                   | Назначение            | Количество            | Примечания |
| Военно-воздушные силы         | Военно-воздушные силы | Военно-воздушные силы | Военно-воздушные силы | Военно-воздушные силы | Военно-воздушные силы |
| ----------------------------- | --------------------- | --------------------- | --------------------- | --------------------- | --- |
| C-17 Globemaster III (C-17ER) | Challenger 2          | Самолёт               | Транспортный          | 3                     | Литва является членом организации Инициативы по усилению потенциала стратегических военно-транспортных перевозок НАТО каждый самолёт имеет по 45 часов полёта отведённых ВВС Литвы ежегодно.                          |
| Embraer C-390 Millennium      | Challenger 2          | Самолёт               | Транспортный          | +3                    | |
| C-27 Spartan (C-27J)          | Challenger 2          | Самолёт               | Транспортный          | 3                     | |
| L-410 Turbolet (L-410UVP)     | Challenger 2          | Самолёт               | Транспортный          | 2                     | |
| Cessna 172 RG                 | Challenger 2          | Самолёт               | Учебный/Разведка      | 1                     | |
| UH-60M Black Hawk             | Challenger 2          | Вертолёт              | Многоцелевой          | +(4)                  | Ожидается поставка в 2024 году. |
| Mi-17 Hip                     | Challenger 2          | Вертолёт              | Многоцелевой          | 3                     | Ожидается замена на UH-60M и передача воздушным силам ВСУ. |
| Eurocopter AS365              | Challenger 2          | Вертолёт              | Многоцелевой          | 3                     | |
| Пограничная служба            |                       |                       |                       |                       | |
| Airbus H145M                  | Challenger 2          | Вертолёт              | Многоцелевой          | 3                     | В конце 2023 года подписан договор между МВД Литвы и компанией Airbus Helicopters предполагающий поставку трёх военных многоцелевых H145M для нужд специальных подразделений SPS и ARAS и общих задач охраны границы. |
| Airbus EC145                  | Challenger 2          | Вертолёт              | Многоцелевой          | 1                     | |
| Airbus EC135                  | Challenger 2          | Вертолёт              | Многоцелевой          | 1                     | |
| Airbus EC120                  | Challenger 2          | Вертолёт              | Многоцелевой          | 2                     | |